# Fulvie de Randan
Fulvia Pico della Mirandola (1533-1607), comtesse de Randan par son mariage, est la Première dame d'honneur de la reine de France Louise de Lorraine-Vaudémont de 1583 à 1588.

## Biographie
Fille du comte de Concordia, Galéas II Pic de la Mirandole, et d'Ippolita de Gonzague-Sabbioneta, elle est l'arrière-petite-nièce du célèbre philosophe néoplatonicien Jean Pic de La Mirandole. Sa sœur Silvia Pico della Mirandola est la première femme de François III de La Rochefoucauld, le frère aîné de Charles de Randan, et la mère de François IV . Elle est la fille d'honneur de Catherine de Médicis de 1548 à 1554 . Elle épouse en 1555 Charles de La Rochefoucauld, comte de Randan. Elle est la mère du cardinal François de La Rochefoucauld, et par son fils Jean-Louis, elle est la grand-mère de Marie-Catherine, marquise de Senecey et gouvernante des enfants de France. Son époux est tué à Rouen en 1562.
En 1572, avec sa sœur Silvia, elle se rend à Mirandola pour tenter d'apaiser les conflits entre sa belle-sœur Fulvia da Correggio, régente au nom de son fils Galeotto III Pico della Mirandola, et son frère Louis Pico della Mirandola, sans y parvenir. Elle conseille donc à son frère de partir en France en novembre pour calmer le jeu. En 1574, au retour de Louis et Silvia après la mort de Charles IX, Fulvia da Correggio leur ferme les portes de Mirandola. La comtesse de Randan, indignée par ce geste, quitte le château de Mirandola pour rencontrer son frère et lit au peuple une lettre que lui a envoyée le roi de France dans le but de déclencher une émeute. Le résultat, cependant, est que les portes de la ville lui sont fermées, de sorte que, ne pouvant plus revenir, elle doit se retirer à Reggio chez son frère Louis .
En 1583, elle est nommée Première dame d'honneur de la reine de France Louise de Lorraine-Vaudémont, dont elle est la dame d'honneur depuis 1578. Elle reçoit ce poste à la demande de la reine, attirée par sa piété, mais le roi la trouve trop austère pour la vie de cour et, bien qu'il exauce le souhait de la reine, il divise l'office en deux et nomme Louise d'Halluin, plus à la mode, pour partager le poste avec elle : mais lorsque celle-ci décède à peine deux ans plus tard, la comtesse de Randan devient la seule occupante de cette fonction .
Fulvie de Randan est décrite comme une beauté et une fanatique catholique, déterminée à vivre dans un deuil éternel après la mort de son mari, et connue pour son soutien à la Ligue catholique pendant les guerres de religion . En 1570, elle est connue pour soutenir un mariage entre Marguerite de France et Henri Ier de Guise . Elle exprime ouvertement son soutien à la Ligue catholique à la fois lors du soulèvement catholique de 1585 ainsi que lors du conflit entre le roi et la Ligue en 1588 .
Brantôme la décrit ainsi :
« Elle portait habituellement un voile, ne montrant jamais ses cheveux ; cependant, malgré une coiffure insouciante et sa négligence des apparences, sa grande beauté n'en était pas moins manifeste. Feu M. de Guise avait toujours l'habitude de l'appeler la religieuse car elle était vêtue comme une nonne. Il disait cela en guise de plaisanterie avec elle, car il l'admirait et l'honorait beaucoup, voyant combien elle était affectueuse et attachée à son service et toute sa maison. » 

## Sources
- Jacqueline Boucher, Deux épouses et reines à la fin du XVIe siècle: Louise de Lorraine et ...
- Dictionnaire de la noblesse ... de France